# Ludwig Koziczinski
Ludwig Koziczinski (ur. 5 lipca 1869 – zm. 26 czerwca 1911 w Tatrach) – niemiecki architekt i mistrz budowlany, taternik, brat Konrada Koziczinskiego.
Był związany z Górnym Śląskiem. Jako architekt polecał się w Zabrzu już w 1895 r. W latach 1902–1911 był aktywnym taternikiem. Wspinał się najczęściej w towarzystwie swojego brata Konrada, Maximiliana Bröske i swojej żony Helene.
Zginął 26 czerwca 1911 roku w północnej ścianie Rohacza Ostrego, podczas wspinaczki w której towarzyszył mu Karl Jenne. W trudnym, kruchym terenie prowadzący Karl Jenne odpadł od ściany i pociągnął za sobą w przepaść asekurującego go Koziczinskiego. Obaj spadli z wysokości ok. 400 m ponosząc śmierć na miejscu. Zawiadomiony przez Helenę Koziczinski TOPR wyruszył nocą 29 czerwca na wyprawę ratunkową. Ciało L. Koziczinskiego odnaleziono tego samego dnia, ciało K. Jene dopiero podczas drugiej wyprawy odbytej 6 lipca. Zwłoki obydwu wspinaczy zostały zniesione z gór przez ratowników pod kierownictwem Mariusza Zaruskiego i pochowane na cmentarzu w Zubercu. Granitowe pomniki na ich grobach zostały wzniesione staraniem Towarzystwa Tatrzańskiego.
Ludwig Koziczinski upamiętniony został w nazewnictwie kilku tatrzańskich obiektów, m.in. Komina Bröskego i Koziczinskich w zachodniej ścianie Małej Kończystej oraz Żlebu Koziczinskiego opadającego spod Przełęczy w Ostrym.

## Ważniejsze tatrzańskie osiągnięcia wspinaczkowe
- pierwsze wejście na Małą Kończystą, wraz z bratem i Maximilianem Bröske;
- pierwsze wejście na Dziurawą Turniczkę, wraz z żoną i dwoma przewodnikami;
- próba pierwszego wejścia na Ostry Szczyt, wraz z Karolem Englischem i dwoma przewodnikami.